# Gmina Pogon
Gmina Pogon (alb. Komuna Pogon) – gmina miejska położona w południowej części Albanii. Administracyjnie należy do okręgu Gjirokastra w obwodzie Gjirokastra. W 2011 roku populacja gminy wynosiła 432 osób w tym 233 kobiet oraz 199 mężczyzn, z czego Albańczycy stanowili 8,33%, Arumuni 2,8% a Grecy 82,41% mieszkańców. 
W skład gminy wchodzi siedem miejscowości: Poliçan, Skore, Sopik, Çatistë, Mavrojer, Hllomo, Selckë.